# Жондловиці
Жондловиці (пол. Żądłowice) — село в Польщі, у гміні Іновлудз Томашовського повіту Лодзинського воєводства.
Населення — 172 особи (2011).
У 1975-1998 роках село належало до Пйотрковського воєводства.

## Демографія
Демографічна структура станом на 31 березня 2011 року:
|          | Загалом | Допрацездатний вік | Працездатний вік | Постпрацездатний вік |
| -------- | ------- | ------------------ | ---------------- | -------------------- |
| Чоловіки | 93      | 28                 | 55               | 10                   |
| Жінки    | 79      | 14                 | 42               | 23                   |
| Разом    | 172     | 42                 | 97               | 33                   |